# Olivier Monterrubio
Olivier Monterrubio est un footballeur professionnel français né le 8 août 1976 à Gaillac et formé au FC Nantes. Son poste de prédilection était milieu offensif gauche. Monterrubio a été sélectionné à trois reprises dans l'équipe de France A' alors confiée à Guy Stéphan. Il y inscrit trois buts.

## Biographie

### FC Nantes
Après avoir découvert le football à Albi, puis à Rodez, Monterrubio commence sa carrière pro au FC Nantes en 1996. Il fait ses débuts professionnels à la Beaujoire le 14 septembre 1996 contre le FC Metz (défaite 1-0).
La même année, il fait partie des Nantais finalistes malheureux de la coupe Gambardella avec Sébastien Piocelle et Mickaël Landreau. Il s'impose dans l'effectif nantais lors de la saison 1998-1999 et remporte l'édition 1999 de la coupe de France, inscrivant un pénalty lors de la finale qui opposa Nantes à Sedan. Cette victoire lui donne l'occasion de participer à ses premiers matchs européens avec le FCNA. Il inscrit deux buts face à Ionikos lors du premier tour de la Coupe UEFA, compétition que les Nantais quittent en 16èmes de finale, éliminés par Arsenal. Une blessure freine sa progression en 2000. Il remporte tout de même le championnat de France 2000-2001 avec Nantes, sous la conduite de Raynald Denoueix.

### Stade rennais
Olivier Monterrubio prend ensuite la direction du Stade rennais. Les débuts d'Olivier Monterrubio à Rennes sont très difficiles. Venu du FC Nantes, grand rival du Stade rennais, il reçoit des insultes lors son arrivée. Malgré tout, Olivier Monterrubio réussit à devenir un joueur très apprécié du Stade rennais.
Durant les 5 ans et demi qu'il passe dans la ville bretonne, Monterrubio inscrit 38 buts en 199 matchs, et surtout il termine meilleur passeur de Ligue 1 pendant 3 saisons consécutives. Il s'affirme ainsi comme un joueur cadre de l'équipe, formant avec son ami Alexander Frei, le buteur suisse, un duo très prolifique. Il hérite même du brassard de capitaine durant la saison 2005/2006, saison au cours de laquelle il participe à la Coupe de l'UEFA, grâce à une 4e place obtenue la saison précédente.
Son contrat avec le club breton est prolongé jusqu'en 2009, afin de participer au projet des dirigeants rennais de fonder un club de dimension européenne. Mais après quelques matches, Pierre Dréossi ne le titularise plus. Joueur au pied gauche magique, Monterrubio quitte alors le club durant les dernières heures du mercato d'hiver, et signe au RC Lens, pour y remplacer Olivier Thomert, qui fait le chemin inverse.

### RC Lens
Le 31 janvier 2007, Olivier Monterrubio se lance donc dans un nouveau défi en rejoignant le RC Lens. Il parvient à s'y imposer, notamment en inscrivant un très beau but face au Bayer Leverkusen.
Cependant, avec l'arrivée de Kanga Akalé sur le côté gauche, Rubio est annoncé sur le départ, vers Bordeaux. Malgré cela, il relève le défi en prolongeant son contrat d'une année, et se plie à la concurrence pour s'imposer dans le groupe de Jean-Pierre Papin. Olivier réussit à renvoyer l'Ivoirien sur le banc, et s'impose progressivement comme un titulaire indiscutable des sang et or. L'arrivée de Nadir Belhadj au poste d'arrière gauche en janvier 2008, lui permet de retrouver tout son football et de redevenir l'un des meilleurs passeurs du championnat de France. Malheureusement cela ne suffira pas à éviter la descente en Ligue 2 des sang et or à la fin de la saison 2007-08. 
Le 3 juin, le RC Lens annonce qu'il laisse Monterrubio ainsi qu'Éric Carrière libres de leur engagement contractuel envers le club. Cette décision répond donc au vœu formulé par le joueur quelques jours plus tôt.

### FC Sion
Le 12 juillet 2008, il quitte comme prévu le RC Lens, pour rejoindre la Suisse et le FC Sion. Au club sédunois, Monterrubio devient tout de suite un titulaire indiscutable et un joueur clé de l'équipe, dont il devient même le capitaine. Lors de la saison 2008-2009, le joueur et l'équipe vivent plutôt une mauvaise saison en championnat, mais ils gagnent la Coupe de Suisse : victoire 3-2 face aux Young Boys de Berne, après avoir été mené 2-0.

### FC Lorient
Après une saison au FC Sion, Olivier Monterrubio revient en Ligue 1 en signant un contrat de deux ans avec le FC Lorient. Il y retrouve Christian Gourcuff, avec qui il avait déjà travaillé lors de son passage au Stade rennais en 2001.
Le jeudi 14 avril 2011, il annonce qu'il met un terme à sa carrière à la fin de la saison 2010-2011.
En 2022, le magazine So Foot le classe dans le top 1000 des meilleurs joueurs du championnat de France, à la 250e place.

### Reconversion
Il ouvre un commerce, une cave à vins, avec sa compagne à Orvault "Du Cépage au fromage" en 2012 avant d'être rattrapé par le football. En juillet 2014, il est chargé, avec William Ayache, du recrutement au sein du FC Nantes. Cette cellule de recrutement est dissoute en décembre 2016, avant le mercato hivernal. En 2019, il devient superviseur pour le club anglais d'Aston Villa. En avril 2021, il confie se trouver à la recherche d'un nouveau club. Il devient recruteur pour le Grenoble Foot 38 en mai 2023 pour la saison suivante.

## Statistiques
Le tableau suivant récapitule les statistiques d'Olivier Monterrubio durant sa carrière professionnelle,,.
| Saison                | Club                  | Championnat           | Championnat | Championnat | Coupe nationale | Coupe nationale | Coupe de la Ligue | Coupe de la Ligue | Supercoupe | Supercoupe | Compétition(s) continentale(s) | Compétition(s) continentale(s) | Compétition(s) continentale(s) | Total | Total |
| Saison                | Club                  | Division              | M.          | B.          | M.              | B.              | M.                | B.                | M.         | B.         | Comp.                          | M.                             | B.                             | M.    | B.    |
| 1996-1997             | FC Nantes Atlantique  | Division 1            | 4           | 0           | 3               | 0               | 0                 | 0                 | -          | -          | CI                             | 5                              | 0                              | 12    | 0     |
| 1997-1998             | FC Nantes Atlantique  | Division 1            | 9           | 0           | 1               | 1               | 0                 | 0                 | -          | -          | C3                             | 1                              | 0                              | 11    | 1     |
| 1998-1999             | FC Nantes Atlantique  | Division 1            | 30          | 8           | 6               | 4               | 1                 | 0                 | -          | -          | -                              | -                              | -                              | 37    | 12    |
| 1999-2000             | FC Nantes Atlantique  | Division 1            | 17          | 3           | 1               | 0               | 0                 | 0                 | 1          | 1          | C3                             | 4                              | 3                              | 23    | 7     |
| 2000-2001             | FC Nantes Atlantique  | Division 1            | 22          | 12          | 4               | 1               | 4                 | 0                 | 1          | 0          | C3                             | 4                              | 2                              | 35    | 15    |
| Sous-total            | Sous-total            | Sous-total            | 82          | 23          | 15              | 6               | 5                 | 0                 | 2          | 1          | -                              | 14                             | 5                              | 118   | 35    |
| 2001-2002             | Stade rennais FC      | Division 1            | 32          | 8           | 2               | 0               | 3                 | 1                 | -          | -          | CI                             | 4                              | 2                              | 41    | 11    |
| 2002-2003             | Stade rennais FC      | Ligue 1               | 36          | 6           | 3               | 0               | 1                 | 0                 | -          | -          | -                              | -                              | -                              | 40    | 6     |
| 2003-2004             | Stade rennais FC      | Ligue 1               | 33          | 3           | 4               | 1               | 0                 | 0                 | -          | -          | -                              | -                              | -                              | 37    | 4     |
| 2004-2005             | Stade rennais FC      | Ligue 1               | 37          | 9           | 2               | 1               | 0                 | 0                 | -          | -          | -                              | -                              | -                              | 39    | 10    |
| 2005-2006             | Stade rennais FC      | Ligue 1               | 32          | 5           | 5               | 2               | 0                 | 0                 | -          | -          | C3                             | 5                              | 0                              | 42    | 7     |
| 2006-2007             | Stade rennais FC      | Ligue 1               | 13          | 3           | 1               | 0               | 2                 | 0                 | -          | -          | -                              | -                              | -                              | 16    | 3     |
| Sous-total            | Sous-total            | Sous-total            | 183         | 34          | 17              | 4               | 6                 | 1                 | -          | -          | -                              | 9                              | 2                              | 215   | 41    |
| 2006-2007             | RC Lens               | Ligue 1               | 16          | 0           | 1               | 0               | 0                 | 0                 | -          | -          | C3                             | 4                              | 1                              | 21    | 1     |
| 2007-2008             | RC Lens               | Ligue 1               | 34          | 9           | 1               | 0               | 5                 | 1                 | -          | -          | CI+C3                          | 2+4                            | 0+1                            | 46    | 11    |
| Sous-total            | Sous-total            | Sous-total            | 50          | 9           | 2               | 0               | 5                 | 1                 | -          | -          | -                              | 10                             | 2                              | 67    | 12    |
| 2008-2009             | FC Sion               | Super League          | 35          | 11          | 6               | 4               | -                 | -                 | -          | -          | -                              | -                              | -                              | 41    | 15    |
| Sous-total            | Sous-total            | Sous-total            | 35          | 11          | 6               | 4               | -                 | -                 | -          | -          | -                              | -                              | -                              | 41    | 15    |
| 2009-2010             | FC Lorient            | Ligue 1               | 19          | 4           | 0               | 0               | 3                 | 0                 | -          | -          | -                              | -                              | -                              | 22    | 4     |
| 2010-2011             | FC Lorient            | Ligue 1               | 1           | 0           | 0               | 0               | 0                 | 0                 | -          | -          | -                              | -                              | -                              | 1     | 0     |
| Sous-total            | Sous-total            | Sous-total            | 20          | 4           | 0               | 0               | 3                 | 0                 | -          | -          | -                              | -                              | -                              | 23    | 4     |
| Total sur la carrière | Total sur la carrière | Total sur la carrière | 370         | 81          | 40              | 14              | 19                | 2                 | 2          | 1          | -                              | 33                             | 9                              | 464   | 107   |

## Palmarès

### En club
- Champion de France en 2001 avec le FC Nantes
- Vainqueur de la Coupe de France en 1999 et en 2000 avec le FC Nantes
- Vainqueur de la Coupe de Suisse en 2009 avec le FC Sion
- Vainqueur du Trophée des Champions en 1999 et en 2001 avec le FC Nantes
- Finaliste de la Coupe de la Ligue en 2008 avec le Racing Club de Lens

### En sélection nationale
- 3 sélections et 3 buts avec les A' en 1999

### Distinctions individuelles
- Meilleur passeur du championnat de France de Ligue 1 en 2004, en 2005 et en 2006
- Élu meilleur espoir du championnat de France en 1999 par l'UNFP